# Estatua oferente de Senenmut (Museo Brooklyn)

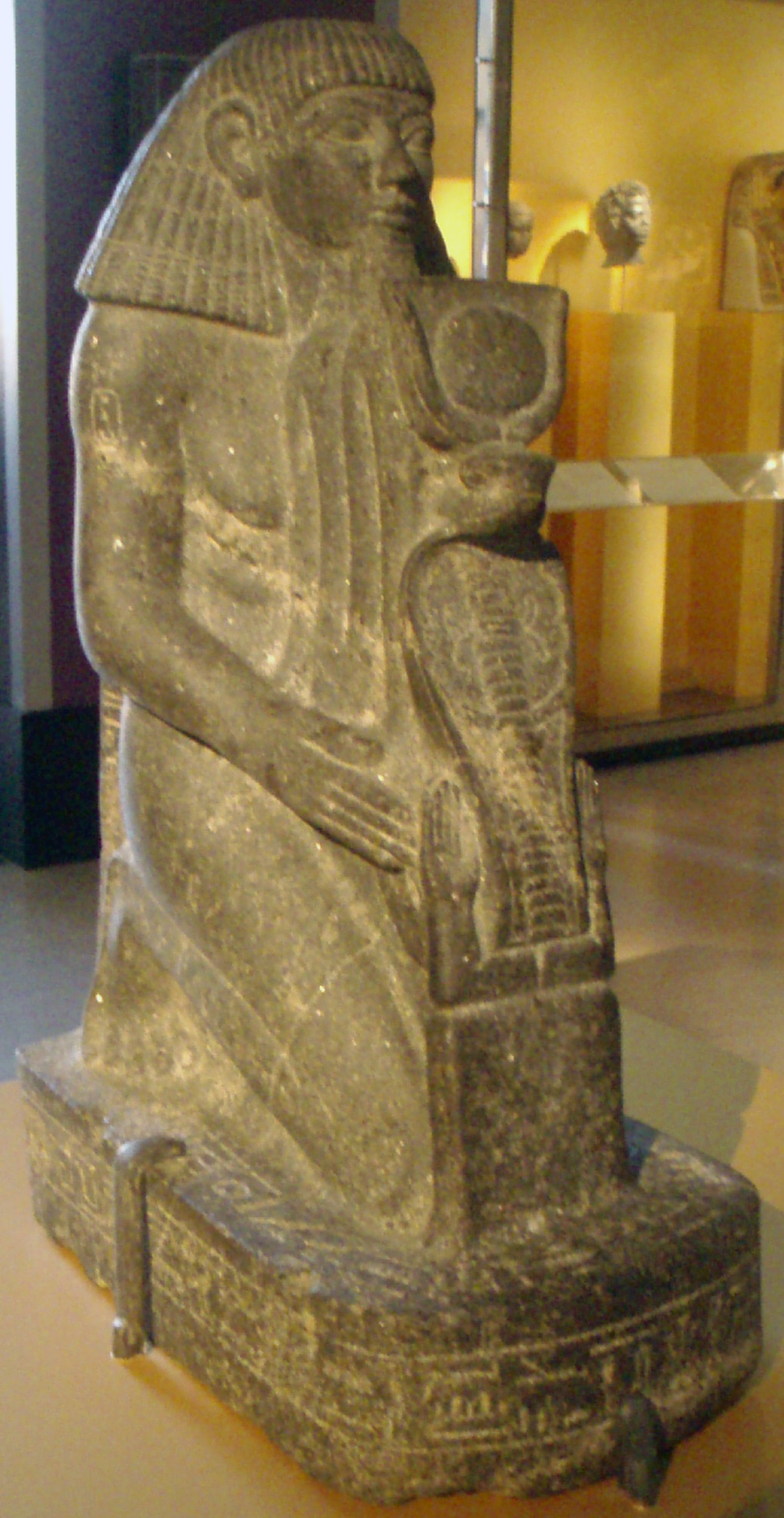
Estatua oferente de Senenmut, expuesta en el Museo Brooklyn.

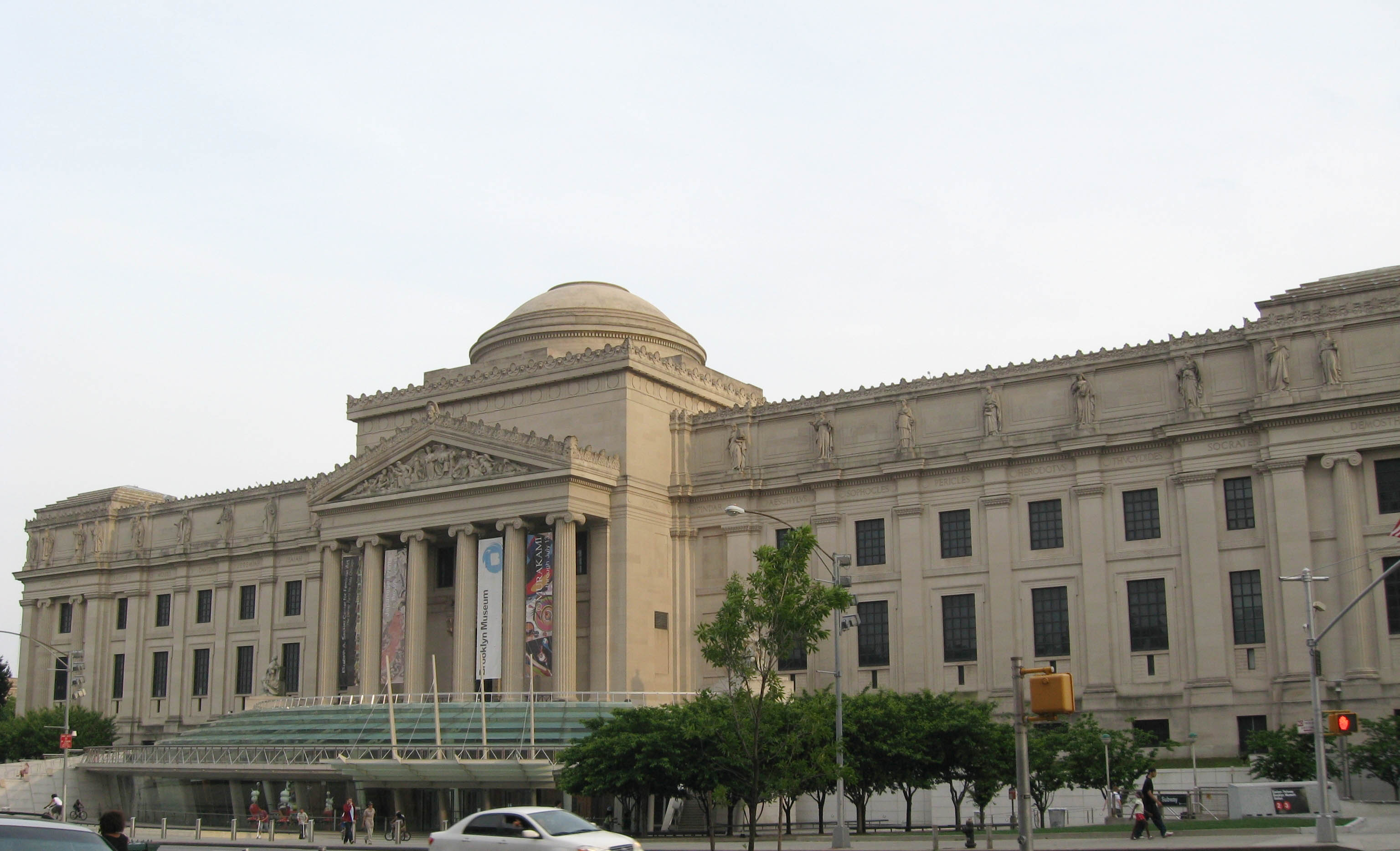
Instantánea del Museo Brooklyn de Nueva York.

La estatua oferente de Senenmut es una escultura tallada en época del Imperio Nuevo de Egipto, durante la Dinastía XVIII de Egipto.

## Conservación
La pieza se exhibe de forma permanente en el Museo Brooklyn, sito en Nueva York (Estados Unidos), a donde llegó desde el fondo del egiptólogo norteamericano Charles Edwin Wilbour (17 de marzo de 1833 – 17 de diciembre de 1896), con el número de inventario 67.68.

## Características
- Autor: Anónimo.
- Estilo: Arte egipcio
- Material: granito.
- Dimensiones: 47,2 x 17,4 centímetros.